# Llinda de Can Pere Petit
La Llinda de Can Pere Petit és una obra de Santa Pau (Garrotxa) inclosa a l'Inventari del Patrimoni Arquitectònic de Catalunya.

## Història
La vila de Santa Pau va créixer per la part nord, fora del recinte fortificat. L'any 1466 la reina donya Joana va cedir uns terrenys situats prop de la Porta de Vila Nova per a construir una plaça, avui Plaça del Baix. Un cop construïts els grans casals que l'envoltaven es va passar, al segle xviii, a la construcció dels edificis del carrer del Pont.